# Ànec cabusset
L'ànec cabusset (Thalassornis leuconotus) és un ocell aquàtic de la família dels anàtids (Anatidae). És l'única espècie del gènere Thalassornis (Eyton, 1838) i alguns l'han situat a una subfamília pròpia, els talassornins (Thalassorninae) mentre altres autors el situen als dendrocignins (Dendrocygninae), juntament amb els ànecs arboris.

## Morfologia
- Fa entre 38 i 40 cm. És un ànec que neda molt enfonsat a l'aigua.
- Té una silueta que recorda un cabusset, amb coll curt i cap gran.
- El plomatge és de color marró barrejat de groguenc. Cap de color marró fosc amb una taca blanca prop de la base del bec.

## Hàbits
Aquestes aus estan ben adaptades per al busseig. A vegades s'han observat romandre sota l'aigua fins a un minut. Busquen sobretot bulbs de lliris d'aigua. Quan estan en perill també poden fugir bussejant.

## Hàbitat i distribució
Viuen en llacs, pantans, estanys i aiguamolls de Madagascar i l'Àfrica subsahariana, entre el Senegal i Txad, per l'oest i Etiòpia i Sud-àfrica, per l'est.

## Alimentació
S'alimenta principalment de diferents vegetals, especialment les llavors i les fulles, però també les arrels, que cerquen sota la superfície, en aigües poc profundes. Els joves també mengen erugues i larves d'insectes.

## Reproducció
Crien en qualsevol època de l'any. Sovint diverses parelles crien prop unes de les altres. Fan el niu prop de l'aigua, protegits per la vegetació. La femella pon 4 -10 ous de color marró xocolata. Els ous són covats durant un més aproximadament, amb la cooperació del mascle. Els pollets seran independents als quatre mesos.

## Llista de subespècies
Se n'han descrit dues subespècies d'ànecs cabussets:
- Thalassornis leuconotus leuconotus Eyton 1838, d'Àfrica continental
- Thalassornis leuconotus insularis Richmond 1897, de l'illa de Madagascar.